# 수 앤 랭돈

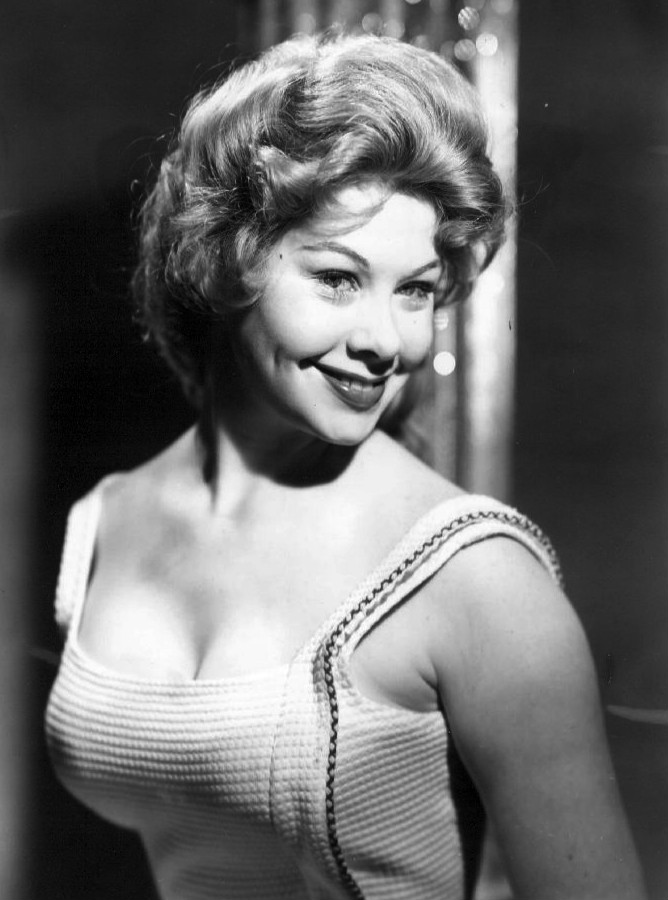

수 앤 랭돈(Sue Ane Langdon, 1936년 3월 8일~)는 미국의 배우, 텔레비전 배우, 영화배우이다.
패터슨에서 태어났다.

## 영화
- 초능력 구애 작전(1990년)
- UHF 전쟁(1989년)
- 뜨거운 여인들(1982년)
- 바니의 소동(1982년)
- 붉은 거미(1980년) - 앤지 역
- 대거라 불리는 남자(1967년)
- 가이드 포 더 메리드 맨(1967년)
- 파인 매드니스(1966년)
- 프랭키와 자니(1966년)
- 카니발(1964년)
- 보난자(1959년)
- 선셋 77번가(1958년)
- 페리 메이슨(1957년)